# Landon Ronald

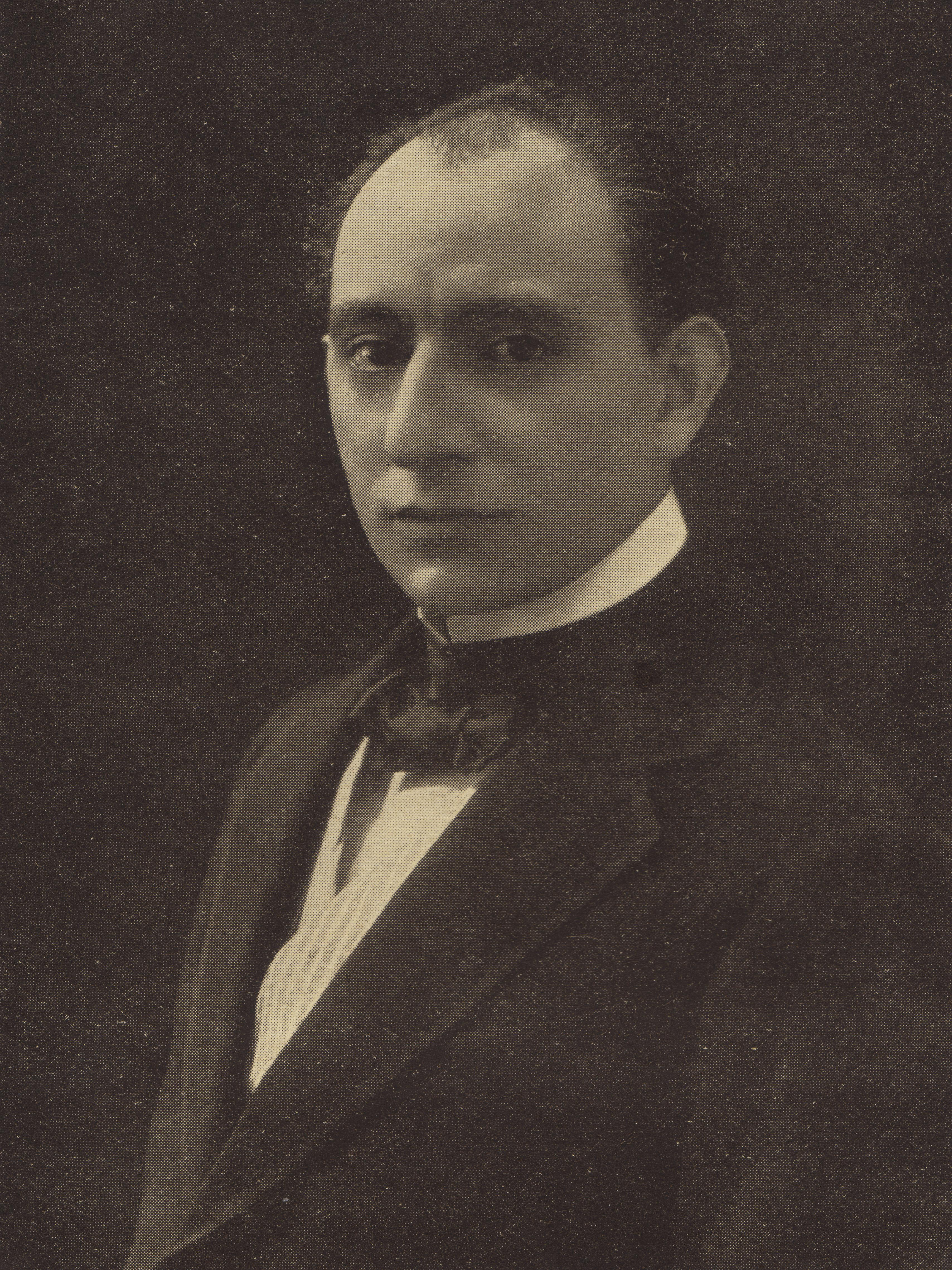
Sir Landon Ronald.

Sir Landon Ronald, född 7 juni 1873 i London, död där 14 augusti 1938, var en engelsk dirigent och tonsättare. 
Ronald utbildades vid Royal College of Music i London, anlitades under 1890-talet som operadirigent och anförde sedermera många konsertorkestrar. Han var blev 1908 anförare för konserterna i Royal Albert Hall och gjorde 1908–19 med framgång en europeisk turné som dirigent samt var från 1910 direktör för Guildhall School of Music, från 1916 ordförande i dirigentföreningen och från 1924 ordförande i musikerföreningen. Han erhöll 1922 knightvärdighet. Han komponerade bland annat orkesterverk, baletter och omkring 300 sånger samt var även verksam som musikkritiker.